# Jean-Philippe Kindler

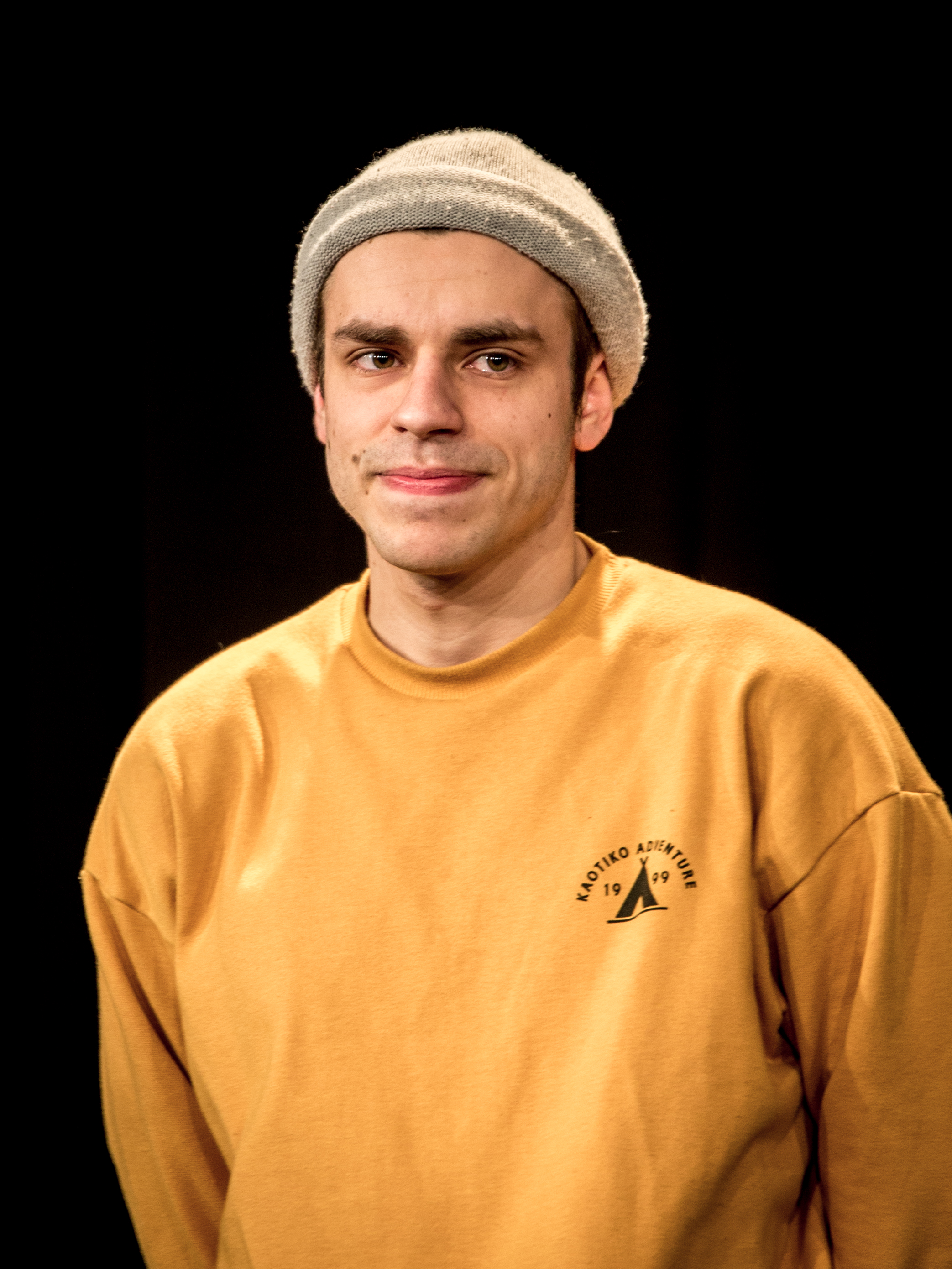
Jean-Philippe Kindler bei der Internationalen Kulturbörse Freiburg 2018

Jean-Philippe Kindler (* 17. Juli 1996 in Duisburg) ist ein deutscher Satiriker, Slam-Poet, Autor, Moderator und Podcaster.

## Wirken
Kindler wuchs in Düsseldorf als Sohn einer Sozialarbeiterin auf, die unter anderem ein Flüchtlingsheim leitete. Seit 2016 ist er ein Vertreter des Poetry-Slams im deutschsprachigen Raum. 2017 gewann er im Apollo-Theater in Siegen die Landesmeisterschaft im Poetry-Slam, den NRW-Slam. Für diese hatte er sich als Jahressieger des größten monatlichen Poetry-Slams Deutschlands, die Essener WestStadtStory in der Weststadthalle, qualifiziert. Beim Deichbrand gewann er Europas größten Festival-Slam. Er erreichte gleich bei seiner ersten Meisterschaftsteilnahme beim Slam 2017 das Finale in der hannoverschen Staatsoper, zuvor hatte er den szeneinternen Preis Bester Newcomer erhalten. 2018 gewann er die deutschsprachigen Meisterschaften im Poetry-Slam in Zürich.
Neben seinen Teilnahmen ist Kindler zugleich auch Veranstalter und Moderator diverser Kulturveranstaltungen, Poetry-Slams, Lesebühnen, PowerPoint-Karaoke-Formate und Jazz-Slams; zudem ist er Teil der Düsseldorfer Poesieschlacht. Seit Ende 2018 moderiert er monatlich den Poetry-Slam Reim in Flammen in Köln. 2015 wurde er von Natascha Zuraw für den vom Studieninstitut für Kommunikation ausgerufenen Nachwuchsmoderationspreis NaWuMo nominiert.
2018 erschien im Paderborner Lektora-Verlag seine Textsammlung Ein Stück Quiche in Krefeld-Fischeln. Gemeinsam mit Johannes Floehr spielt er 2018 das Programm Kindler & Floehr. Darüber hinaus spielt er sein erstes abendfüllendes Solo-Programm Mensch ärgere dich in über 50 Städten in Deutschland, Österreich und der Schweiz. 2019 erhielt er dafür gleich bei seiner ersten Nominierung für einen Kabarettpreis den Jugendjurypreis der St. Ingberter Pfanne. 2020 gewann er den goldenen Rostocker Koggenzieher sowie den Prix Pantheon (Publikumspreis Beklatscht & Ausgebuht).
Gemeinsam mit Christine Westermann produzierte er den Podcast Utopia, welcher vom WDR 5 in Auftrag gegeben wurde und begleitete zudem die WDR Big Band Köln als Moderator und Poet bei ihrer Reihe Jazz @ School. Kindler arbeitet regelmäßig in kulturpolitischen Kontexten, zum Beispiel für die Bundeszentrale für politische Bildung, den Bayerischen Lehrer- und Lehrerinnenverband, die Rosa-Luxemburg-Stiftung, Attac und die Krebsgesellschaft NRW. Gemeinsam mit Noah Klaus produziert er den Diskursionen-Podcast.
Seit Anfang 2021 schreibt und moderiert Kindler regelmäßig für WDR 5. Er steuert nicht nur die Satire-Glosse Schrägstrich bei, sondern gestaltete mit Kindler – der Talk seit Juni 2021 seine erste eigene Radio-Talkshow. Im April 2022 erscheint zudem eine Folge der Talksendung CLINCH – mit Jean-Philippe Kindler im WDR Fernsehen. Von Mai 2022 bis März 2024 produzierte Kindler mit Nymphe & Söhne ein Podcastformat. Seit Januar 2024 produziert er mit Studio Rot den Podcast Studio Kindler.
Ende 2022 gehörte Kindler zu den Erstunterzeichnern einer Petition und Kampagne von DiEM25 zur Aufgabe der Schuldenbremse. 2023 nahm er als Redner am Zukunftsdialog der Letzten Generation in Berlin teil. 2023 erschien im Rowohlt Taschenbuch Verlag sein Buch Scheiß auf Selflove, gib mir Klassenkampf. Hierin kritisiert er den Kapitalismus und spricht sich für eine Wiederbelebung politischer Sichtweisen als Gegenmodell zu einer psychologischen Individualisierung aus. Im 2024 veröffentlichten Musikvideo Bigotterie von Waving the Guns hatte Kindler einen Cameo.
Kindler ist Mitglied der Partei Die Linke. Er arbeitet im Berliner Büro der Bundestagsabgeordneten Heidi Reichinnek in der Textproduktion.
Kindler hat einen Sohn.

## Kontroverse nach Silvesterkrawallen 2022
Anfang 2023 erlangte Kindler bundesweite Aufmerksamkeit durch sein politisches Statement in einem Instagram-Video, in dem er in Folge der öffentlichen Debatte zu den Krawallen in der Silvesternacht 2022 zur „Hetze“ gegen die CDU aufrief. Daraufhin forderte CDU-Generalsekretär Mario Czaja via Twitter Konsequenzen und wolle sich deswegen an den Intendanten des WDR wenden. Er bezichtigte Kindler der Hetze. Der WDR lehnte auf eine Anfrage der FAZ hin die Verantwortung „für die privaten Äußerungen von wem auch immer“ ab. Es gelte beim Sender „verbindlich eine strikte Trennung von redaktionellen und privaten Accounts.“

## Veröffentlichungen (Auswahl)

### Anthologiebeiträge
- Sven Hensel, Victoria Helene Bergemann, Finn Holitzka (Hrsg.): Tintenfrische III. Lektora, 2017, ISBN 978-3-95461-107-2.
- Denise Bretz, Larissa Tiesbohnenkamp (Hrsg.): Die ultimative Poetry-Slam-Anthologie II: 27 kommentierte Bühnentexte. Lektora, 2019, ISBN 978-3-95461-137-9.
- Sebastian 23 (Hrsg.): Fix & Feddich: Texte aus dem Ruhrgebiet. Lektora, 2019, ISBN 978-3-95461-146-1.
- Lektora & Unsichtbar (Hrsg.): Kein Versbreit den Faschisten. Unsichtbar, 2019, ISBN 978-3-95791-101-8.
- Bas Böttcher, Wolf Hogekamp (Hrsg.): Die Poetry-Slam-Fibel 2.0. Satyr, 2020, ISBN 978-3-947106-45-5.
- Elias Raatz (Hrsg.): Textsorbet - Volume 2: Die Poesie schlägt zurück. Dichterwettstreit deluxe, 2020, ISBN 978-3-9820358-1-9.
- Samuel Kramer (Hrsg.): Poetry for Future: 45 Texte für übermorgen. Satyr, 2020, ISBN 978-3-947106-60-8.

### Monographien
- Ein Stück Quiche in Krefeld-Fischeln. Lektora, 2018, ISBN 978-3-95461-118-8.
- Scheiß auf Selflove, gib mir Klassenkampf. Eine neue Kapitalismuskritik. Rowohlt, 2023, ISBN 978-3-499-01299-0.

## Auszeichnungen
- 2017: Sieger beim NRW-Slam in Siegen
- 2017: Finalist bei den deutschsprachigen Slam-Meisterschaften in Hannover
- 2018: Sieger der deutschsprachigen Slam-Meisterschaften in Zürich
- 2019: Jugendjurypreis der St. Ingberter Pfanne für sein Soloprogramm Mensch ärgere Dich
- 2020: Rostocker Koggenzieher (Gold) für sein Soloprogramm Mensch ärgere dich
- 2020: Prix Pantheon (Publikumspreis Beklatscht & Ausgebuht)
- 2022: Deutscher Kabarettpreis (Förderpreis)[42]
- 2023: Kampf-der-Künste-Award (Publikumspreis)[43]